# 依田奈波
依田 奈波（よだ ななみ、2000年2月7日 - ）は、日本のタレント、フリーアナウンサー。
神奈川県出身。桐光学園小学校、桐光学園中学校・高等学校、青山学院大学総合文化政策学部総合文化政策学科卒業。身長158cm。血液型はAB型。
スプラウトに所属していた。

## 人物・来歴
趣味は読書、カフェ巡り。特技はスキー。2020年「ミス青山コンテスト」ファイナリスト。

## 出演番組
過去
- 知られざるガリバー〜エクセレントカンパニーファイル〜（テレビ東京、ファイリングリポーター）
- gee up sprout（FMサルース、不定期）